# Liste der Pfarrer von Inneringen

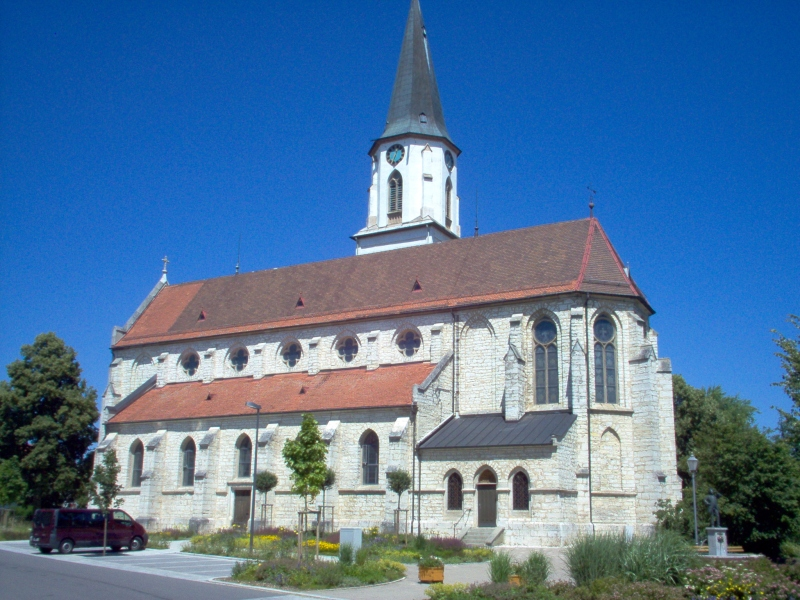
Pfarrkirche St. Martin und Dorfmitte Inneringen

Die Pfarrei Inneringen (heute Ortsteil von Hettingen) wurde erstmals 1288 erwähnt. Die Pfarrkirche St. Martin ist Bestandteil der Seelsorgeeinheit Straßberg-Veringen im Dekanat Sigmaringen-Meßkirch.

## Pfarrer der Pfarrei
| Jahr                       | Name                             | Bemerkung |
| -------------------------- | -------------------------------- | --- |
| 1288                       | Burcart von Leiterberg           | Rector ecclesiae, 1288 urkundlich erwähnt |
| 1296                       | Burcart von Jungingen            | Rector ecclesiae, 1295 urkundlich erwähnt |
| 1312                       | Johann                           | Pfarrer Johann 1312 urkundlich erwähnt |
| 1374                       | Peter der Maiger                 | Kirchherr zu Inneringen, 1374 urkundlich erwähnt |
| 1437                       | Albert von Rischach              | Rector ecclesiae, 1437 urkundlich erwähnt |
| 1468                       | Jacob Hafner                     | Seit 1468 Pfarrer Siegel des Jacob Hafner als Kirchherr zu Inneringen und Dekan des Kapitels Riedlingen in einer Staufenberger Urkunde 1472 1483 wird er beurlaubt und ist wohl im selben Jahr gestorben. |
| 1483                       | Georius Mesner                   | Am 28. Februar 1483 wurde Georius Mesner aus Konstanz zum Pfarrer von Inneringen proklamiert. Er war Licentiat der Geistlichen Rechte und Dekan des Riedlinger Kapitels, dem mahrfach erlaubt wird, gemäß Investiturprotokolle von der Pfarrei abwesend zu sein; erhält 1492 die Erlaubnis, auf einem tragbaren Altar zu celebrieren. Am 18. September 1942 stiftet er eine Seelenmesse in der Pfarrkirche zu Inneringen und gibt dafür 600 fl. am 21. August verschreibt er, falls er vor der Zahlung der rückständigen 200 fl sterben sollte, all sein Hab und Gut dem Grafen von Werdenberg, da ihm dieser vergönnt habe, von der Pfarre abwesend zu sein und zu Konstanz zu wohnen. |
| 1493                       | Georg Rottenacker                | In den Investiturprotokollen als Pfarrer von Inneringen erwähnt. Wohl der Stifter der Inneringer Kaplanei. 1497 verstorben. |
| 1497                       | Johannes Herlin                  | Er erhält 1520 die Erlaubnis die Dreifaltigkeitskapelle zu erbauen. |
| 1522                       | Petrus Strang                    | Gebürtig aus Neufra, Dekan des Kapitels Riedlingen, 1522 als tot erwähnt. |
| o. J.                      | Petrus Vischer                   | |
| o. J.                      | Johann Ehinger                   | |
| 1562                       | Conradus Ruedolf                 | 1562 Kammerer, gestorben 1582 |
| 1585 ca.                   | Georgius Neher                   | |
| 1585–1609                  | Johannes Stengelin               | Gestorben 16. November 1609. Vorher Pfarrer in Röhrenbach/Schwarzwald. Pfarrer Stengelin stiftete in seinem Todesjahr 1500 fl zu einem neuen Inneringer Pfarrhof. |
| 1610–1640                  | Georg Benkler sen.               | Gebürtig aus Sentenhart. Er war ein opfervoller Pfarrer während der Pest und dem dreißigjährigen Krieg. Gestorben am 24. September 1640. |
| 1640–1660                  | Georg Benkler jun.               | Gebürtig aus Sentenhart. Sieben Jahre lang Dekan des Kapitels Riedlingen. Gestorben 11. August 1660. |
| 1660–1669                  | Jacob Schuler                    | |
| 1669–1680                  | Ignatius Dirck                   | Dr. theol. |
| 1680–1697                  | Johann Ludwig de Gall            | Sohn eines Fürstenbergischen Obervogtes in Trochtelfingen |
| 1698–1715                  | Daniel Uelin                     | Dr. theol., vorher Stadtpfarrer in Trochtelfingen |
| 1716–1732                  | Johann Heinrich Gauch            | Gebürtig aus Mellingen AG in der Schweiz. Apostol. Pronotar, Rat von Konstanz und Fürstenberg. Vorher Pfarrer in Wolfach und Stühlingen. |
| 1733–1747                  | Conrad Arbogast Gauch            | Ein Vetter des vorherigen Pfarrers, ebenfalls aus Mellingen, Kanton Aargau in der Schweiz. Dekan des Landkapitels Riedlingen. |
| 1748–1772                  | Anton Josef Friedrich von Langen | Sohn eines Donaueschinger Kanzlers, vorher Pfarrer in Engen, Hegau. |
| 1772–1773                  | Karl Aloysius Lindau             | Geht 1773 als Stadtpfarrer nach Stühlingen. |
| 1784–1821                  | Baron Ignaz von Lassberg         | Geboren am 11. August 1749 in Heiligenberg als Sohn des Fürstl. Fürstenbergischen Oberforstmeisters zu Heiligenberg, Freiherr Friedrich Karl von Lassberg. Geistlicher Rat. |
| 1821–1836                  | Sauter                           | Pfarrverweser |
| 1837                       | Bürkle                           | Pfarrverweser |
| 1837–1846                  | Franz Xaver Hirt                 | Geboren in Pfohren bei Donaueschingen, vorher Stadtpfarrer in Trochtelfingen |
| 1844–1854                  | Valentin Emele                   | Pfarrverweser aus Ringingen (Burladingen) |
| 1854–1856                  | Miller                           | Pfarrverweser |
| 1856–1857                  | Karle                            | Pfarrverweser |
| 1857–1858                  | Glatz                            | Pfarrverweser. Die Pfarrstelle blieb 12 Jahre unbesetzt und wurde durch Vikare versehen, um Mittel für den bevorstehenden Kirchenneubau zu bekommen. |
| 1858–1877                  | Theodor Bartholomäus Mayer       | Dekan, gestorben 6. Juli 1877 in Konstanz. |
| 1877–1887                  | Flad                             | Pfarrverweser |
| 1887–1903                  | Karl Straub                      | Vorher Pfarrer in Blumberg und Stadtpfarrer in Donaueschingen, gestorben 1903 in Inneringen. |
| 1903–1905                  | Saile                            | Pfarrverweser |
| 1905–1909                  | Franz Xaver Fecht                | Vorher Pfarrer zu Owingen und Dekan des Kapitels Krauchenwies, gestorben am 23. April 1909 in Inneringen. Sein Buch für die Erstkommunion „Der Weiße Sonntag“ erreichte bis 1919 eine Auflage von 1,2 Millionen. |
| 1909–1910                  | Kaltenbach                       | Pfarrverweser |
| 1910–1918                  | Fridolin Eisele                  | Pfarrer, geboren in Trochtelfingen 1870. Vorher Pfarrer in Burladingen, gefallen am 3. Juni 1918 in Frankreich als Divisionspfarrer. |
| 1918–1920                  | Karl Miller                      | Aus Bingen / Hohenz., gestorben als Pfarrer von Harthausen a. d. Scheer. |
| 1920–1936                  | Adolf Strobel                    | Vorher Religionsprofessor am staatl. Gymnasium in Sigmaringen, Dekan des Kapitels Veringen. Gestorben am 10. Dezember 1955 |
| 1936–1959                  | Alfred Heinzler                  | Pfarrer. Erhielt 1959 die Pfarrei Ludwigshafen am Bodensee |
| 1959 -                     | Paul Stemmle                     | Pfarrer Scharm war der letzte Pfarrer der ausschließlich die Pfarrgemeinde Inneringen versorgte. |
| 1975–1991                  | Gustav Scharm                    | Am 18. Mai 1958 in Freiburg geweiht. Pfarrer Scharm hat nach dem Weggang von Pfarrer Stemmle von Hettingen aus auch die Pfarrgemeinde Inneringen mitversorgt. |
| August 1991 – Oktober 1995 | Franz Schmerbeck                 | Pfarrverweser |
| 1995 – 2002                | Meinrad Huber                    | - Bis Okt. 1995 3 Jahre als Vikar in Straßberg - 15. Oktober 1995 erster Gottesdienst in Veringenstadt. Mitbetreuung der Gemeinden Inneringen, Hettingen und Hermentingen. |
| 2002 – 2008                | Michael Roßknecht                | |
| 2008 – Oktober 2020        | Hubert Freier                    | *1948. Aufgewachsen in Zell im Wiesental. Er schlug zunächst eine Laufbahn als Kaufmann ein und arbeitete 27 Jahre lang für verschiedene Versandhäuser. Die Berufung kam in seinem 42. Lebensjahr. Sein Theologiestudium absolvierte Freier im Studienhaus St. Lambert in Lantershofen in Rheinland-Pfalz. 1995 verbrachte er ein verkürztes Gemeindejahr in Mannheim und das Priesterseminar in St. Peter. Im Dezember 1995 wurde er zum Diakon geweiht, seine Priesterweihe war am 19. Mai 1996 in Freiburg. Seine ersten Stationen waren Ferienvertretungen im Hochschwarzwald und im Hegau. Ab September 1996 trat Freier seine erste Vikarstelle in Ostrach an. Es folgten Pfarrstellen in Bad Säckingen, Herdwangen und der Seelsorgeeinheit Hohenfels bei Liggersdorf. 2008 kam Hubert Freier als Pfarrer in die Seelsorgeeinheit Veringenstadt. Nachdem die Seelsorgeeinheit 2015 mit der Straßberger zusammengelegt worden war, war Hubert Freier Leitender Pfarrer der Seelsorgeeinheit Straßberg-Veringen. |
| seit April 2021            | Olaf Winter                      | Pfarrer in der katholischen Seelsorgeeinheit Straßberg-Veringen mit zehn Orten, sieben Pfarreien und rund 6600 Gemeindegliedern. |